# Tatort: Frankfurt–Miami
Frankfurt–Miami ist ein Fernsehfilm aus der Krimireihe Tatort der vom Hessischen Rundfunk (HR) unter der Regie von Klaus Biedermann produziert und am 23. Juni 1996 im Programm Das Erste zum ersten Mal gesendet wurde. Es handelt sich um die 336. Tatort–Folge und den 14. Fall des Kriminalhauptkommissar Edgar Brinkmann.
Brinkmann ermittelt in zwei Mordfällen an Prostituierten, die als Drogenkuriere eingesetzt wurden.

## Handlung
Während Kommissar Brinkmann im Intercity von Frankfurt nach Paris unterwegs ist, wird mitten in der Nacht im Zug die Frau ermordet, die er seit einer Woche observiert. Brinkmann hatte gehofft, durch die Beschattung der südamerikanischen Prostituierten dem Mörder auf die Spur zu kommen, denn kurz zuvor wurde auch schon ihre Kollegin im Frankfurter Eros Center „Miami“ umgebracht. Brinkmanns französische Kollegen sind bereits informiert und erwarten den deutschen Kommissar auf dem Bahnhof. Anders Etchegoyen arbeitet in Paris bei der Sittenpolizei und befürchtet, dass es nicht bei diesen beiden Morden bleiben wird.
Wenige Tage später wird in Frankfurt die Prostituierte Béatrice, die eigentlich aus ihrem Beruf aussteigen will, von Khamon als Drogenkurier nach Paris geschickt. Sie ahnt nicht, dass sie nur als Lockvogel dienen soll, da auch Khamon daran arbeitet, den Mann auszuschalten, der ihn und die türkischen Mafia seit einiger Zeit um das Rauschgift bringt. Unwillig steigt Béatrice in den Zug. Dabei wird sie von Kemal, Khamons Stellvertreter und Handlanger, zur Sicherheit überwacht. In ihrem Abteil will sie das Rauschgift verstecken und bemerkt, dass das Buch leer ist, in dem es getarnt verwahrt war. Sie ist entsetzt und fürchtet um ihr Leben und das ihrer kleinen Tochter, wenn sie ohne die Ware in Paris ankommt. Sie ruft Anders Etchegoyen an, den sie aus ihrer Pariser Zeit kennt und bittet ihn um Hilfe. Dieser setzt seine Verbindungen ein und beschafft ein Kilogramm Heroin, das er Beatrice übergibt in der Hoffnung, damit die Verbindungsleute in Paris zu überführen. Nachdem Beatrice wie vereinbart die Ware übergibt, kann Etchegoyens Kollegin Clara Franconeri einen Fernand Valet als Empfänger identifizieren. Etchegoyen kontaktiert Valet und setzt ihn so unter Druck, dass er ihm behilflich ist, Kontakt zu dessen Drogenlieferanten zu bekommen. Er begibt sich mit Clara Franconeri nach Frankfurt, wo sie Kommissar Brinkmann wiedertreffen, den sie gerade erst kennengelernt hatten und der von Franconeris unorthodoxen Methoden nicht sehr begeistert ist. Beatrice unterstützt sie bei ihrer Arbeit in der Hoffnung, dadurch den Ausstieg aus dem Rotlichtmilieu zu schaffen. Doch sie gerät in Gefahr als Kemal ihr sagt, dass er das Rauschgift aus dem Buch genommen hat. Somit soll sie ihm erklären, woher sie das Geld für die nicht gelieferte Ware bekommen hat. Etchegoyen kann Beatrice nur mit einem Trick aus der Gewalt von Kemal befreien. Er versteckt sie mit Brinkmanns Hilfe und nimmt Kontakt zu Kemals Boss Khamon auf. Er gibt sich als potentieller Großkunde aus und kauft zwei Kilo Heroin, dass er noch am gleichen Tag zusammen mit Clara Franconeri nach Paris bringen will. Er weiß nicht, dass Kemal ihm bereits auf die Schliche gekommen ist und ihn verfolgt. Kaum im Zug angekommen, will Kemal nach Manier des letzten Mordes das Heroin an sich bringen, doch Franconeri ist vorbereitet und verteidigt sich. Dabei wird sie leicht verletzt und Kemal entkommt. Dieser geht nun zur letzten Phase seines Planes über. Er informiert die Drogenbosse in der Türkei, dass nach dieser erneuten Panne Khamon nicht mehr tragbar sei, woraufhin er die Freigabe bekommt, seinen Boss zu eliminieren. Zunächst tötet er zwei von Khamons Vertrauten aus dem „Miami“ und danach auch Khamon. Als die Polizei Kemal stellen will, flieht dieser und kommt dabei zu Tode.

## Hintergrund
Für diese Tatortepisode wurde die Tiefgarage des HR als Schauplatz für das Bordell umgerüstet, weil der Sender nicht direkt im echten Rotlichtmilieu drehen wollte.

## Rezeption

### Einschaltquoten
Die Erstausstrahlung von Frankfurt–Miami am 23. Juni 1996 erreichte für Das Erste einen Marktanteil von 19,03 Prozent und wurde in Deutschland von 6,31 Millionen Zuschauern gesehen.

### Kritiken
Die TV-Spielfilm-Fernsehzeitung meint: Solider Milieukrimi, reizvolles Ermittlerduo.